# Seiitaoides
Seiitaoides is een geslacht van kreeftachtigen uit de klasse van de Malacostraca (hogere kreeftachtigen).

## Soorten
- Seiitaoides orientalis (Sakai, 1961)
- Seiitaoides stimpsonii (Miers, 1884)